# Enyalioides azulae
Enyalioides azulae — вид ігуаноподібних ящірок родини шипохвостих ігуан (Hoplocercidae). Ендемік Перу. Описаний у 2013 році.

## Поширення і екологія
Enyalioides azulae відомі з типової місцевості, розташованої у Національному парку Кордильєра-Азул, на висоті 1100 м над рівнем моря. Вони живуть у вологих тропічних лісах в передгір'ях Анд.